# Сражение при Жамблу

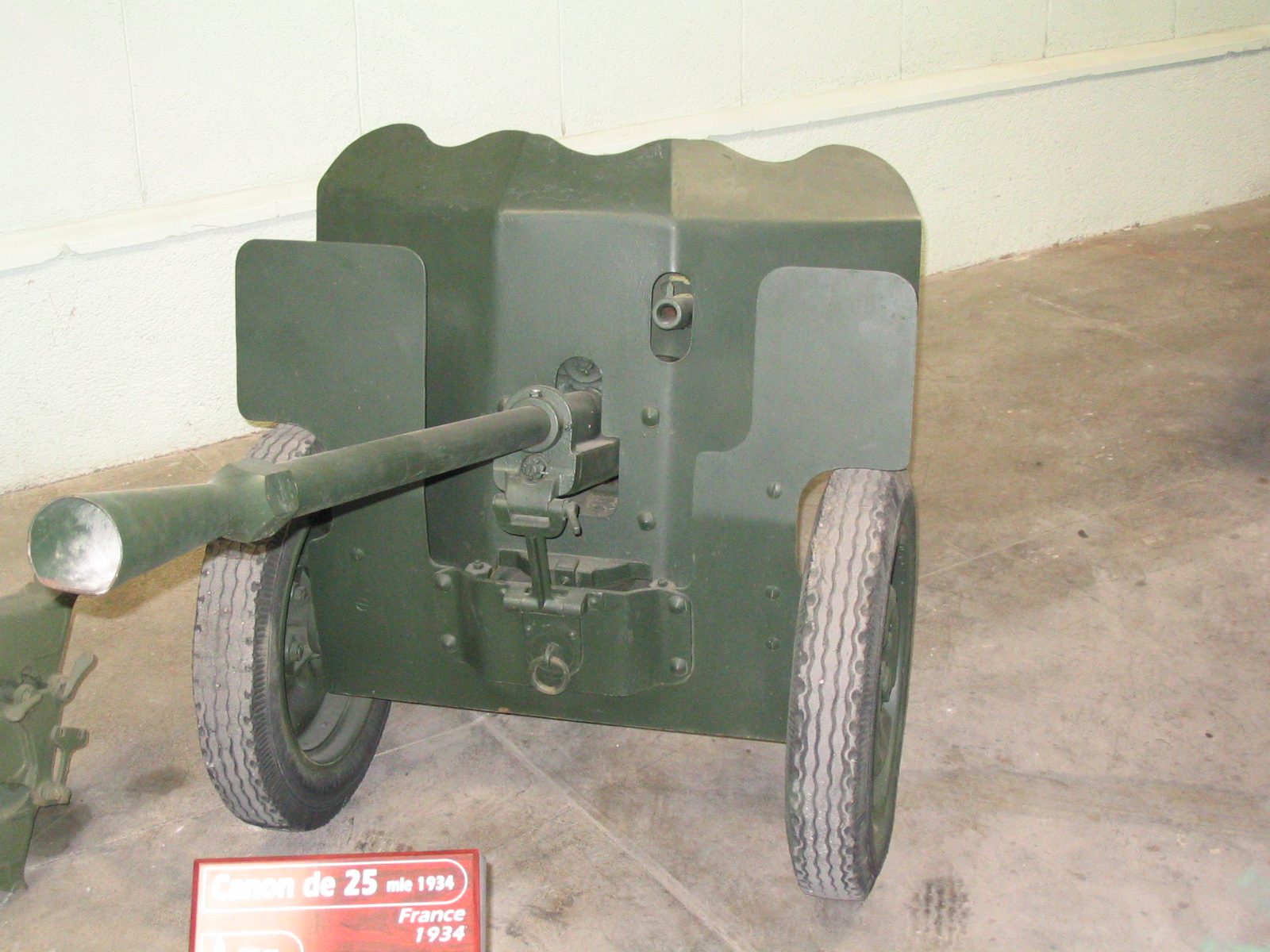
Французская 25-мм пушка ПТО

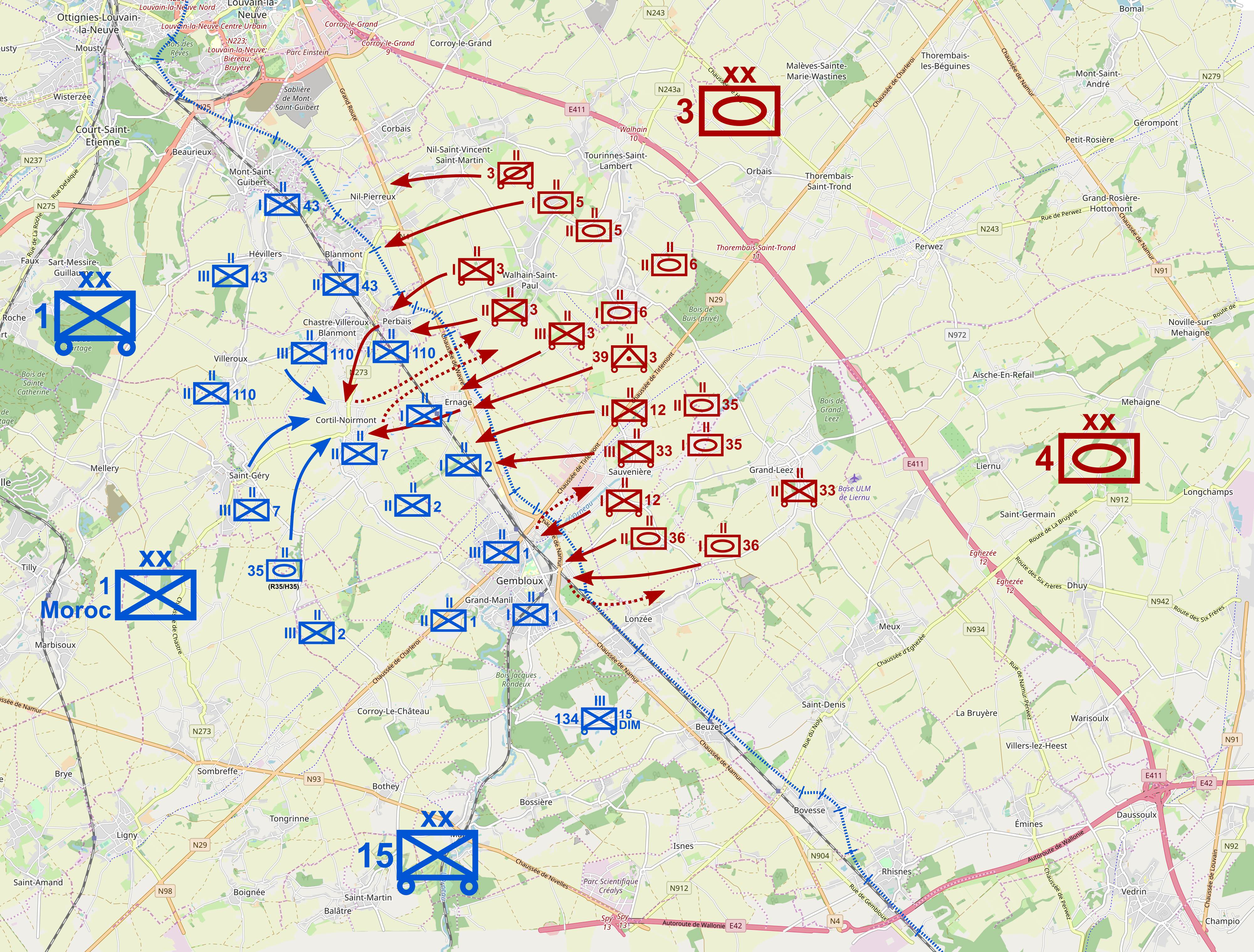
Карта сражения

Сражение при Жамблу (фр. Bataille de Gembloux) — сражение между частями французской и немецкой армии во время Западной кампании 1940 года Второй мировой войны, которое произошло 14 и 15 мая 1940 года недалеко от Жамблу в центральной части Бельгии, примерно в 40 км к юго-востоку от Брюсселя. Единственная тактическая победа французской армии во время немецкого наступления в мае 1940 года.

## Военно-стратегическая ситуация
10 мая 1940 года армии Третьего рейха вторглись в Люксембург, Нидерланды и Бельгию. Армии союзников попытались остановить немцев в Бельгии. До рассвета 14 мая кавалерийский (механизированный) корпус генерала Приу сдерживал немецкие танковые дивизии 16-го танкового корпуса Гёпнера на передовой позиции на реке Гетте, у Анню, а затем отошёл и присоединился к 1-й армии в районе Жамблу. 1-я французская армия генерала Бланшара в составе 6 пехотных дивизий, в том числе 3 моторизованных, получила приказ оборонять направление Жамблу — Вавр и тем самым остановить продвижение немецких танков. 4-му корпусу 1-й французской армии предстояло защитить линию от Эрнажа до Бёзе.

## Ход сражения

### Бои 14 мая
Генерал Гёпнер находился в составе 4-й танковой дивизии и стремился к быстрому прорыву по обе стороны Эрнажа. На рассвете 14 мая около 7 часов утра в пикировании и пролетая почти на уровне земли «штуки» в течение часа обстреливали железнодорожную линию и окрестности Эрнажа, причинив лишь небольшие потери. Около 10 часов утра бомбардировки возобновились. Затем в 11:30 тридцать пять немецких танков атаковали в сторону железнодорожной линии южнее Эрнажа и вошли без сопротивления, так как их приняли за отступавшие французские танки. Они были обстреляны из 25-мм орудий ПТО. Обстрел и крутизна насыпи железной дороги остановили продвижение танков, и они отошли, потеряв девять танков.
Новое танковая атака при поддержке артиллерии и пехоты началась в 13.30 между железнодорожной линией и дорогой Вавр — Жамблу. Во второй половине дня артиллерия французской 15-й моторизованной дивизии успешно обстреляла на дальней дистанции колонны 3-й танковой дивизии в Сен-Этуаль (Торембе-Сен-Трон) и в Бодесе (Совеньер), заставив немцев рыть под своими машинами укрытия, которые они называли «героическими подвалами». Командир корпуса решил дождаться прибытия пехотной поддержки.
В 16:50 было проведено третье немецкое наступление при поддержке «штук» на сектор у Эрнажа. Немецкие танки проскользнули внутрь между двумя железнодорожными переездами, но их отбили. Вечером 14 мая генерал Эме отдал приказ о контрнаступлении танковому батальону, что позволило 1-й марокканской дивизии вернуться на исходные позиции и даже разрушить мосты через железную дорогу. В 20:50 генерал Гёпнер отдал командирам дивизий приказ прекратить атаки до следующего утра.

### Бои 15 мая
Введённый в заблуждение разведкой об отводе французских войск с позиций, Гёпнер решил не дожидаться подхода основных сил пехоты и бросить свои танки на французскую оборону при имеющейся артиллерийской и авиационной поддержке. 15 мая в 5 часов утра французская оборона у Эрнажа снова подверглась обстрелу из 88-мм пушек и атакам немецких «штук». Несмотря на потери от налётов авиации, французская артиллерия продолжала действовать. На этот раз штаб 3-й танковой дивизии попал под обстрел артиллерии марокканской дивизии.
В 6:30 мотопехота немецких дивизий и танки атаковали на участках Жамблу и Пербе, но к 11:00 были остановлены. Только один батальон достиг железнодорожной линии, после чего сразу же последовала контратака полка марокканской дивизии при поддержке танков, против которых немецкие противотанковые орудия были малоэффективны, и заставила противника отступить.
К середине дня 3-й танковой дивизии при поддержке авиации удалось взять железнодорожную станцию Пербе. Немецкие танки прорвали оборону 110-го марокканского полка и проникли за линию железной дороги, тем самым разорвав соединение с 3-м армейским корпусом. 7-й марокканский полк был вынужден оставить Эрнаж. 2-й марокканский полк находился на открытой местности и к 12:00 его передовые подразделения были почти уничтожены, хотя подразделения поддержки устояли. 1-й марокканский полк в Жамблу был отброшен в город, но устоял.
Во второй половине дня противники столкнулись с проблемами: у французов стили заканчиваться боеприпасы, у немцев — танки. В 18:00 немецкая пехота стала оставлять завоёванные позиции из-за сильного артиллерийского огня французов.
Вечером обозначился успех 3-й танковой дивизии: несмотря на сильное сопротивление французов у Шастра, пехоте при поддержке роты танков удалось достичь двух холмов к западу от Кортиль-Нуармона, первоначальной цели дивизии. Французские 12 танков и пехота нанесли контрудар на их открытый фланг, и в 20:54 в дивизию поступил приказ из штаба 16-го корпуса остановить атаку и отойти за железнодорожную линию. Шанс на прорыв французской обороны был упущен.
В это же время немецкому 4-му корпусу Шведлера не удалось форсировать реку Диль севернее.

## Результаты
Немецкое наступление было остановлено. Немецкий удар ни разу не достиг позиций французской артиллерии, основы их обороны. 3-я танковая дивизия потеряла 20–25 процентов танков и бронемашин, 4-я — 45–50 процентов.
Успех при Жамблу был сведен на нет победой Германии дальше на юге, когда прорыв немецкой 7-й танковой дивизии под командованием Эрвина Роммеля в районе Филиппвиля и разгром 9-й французской армии вынудили командование французской армии отдать приказ 1-й армии отступить, чтобы избежать окружения.